# Prega palmar transversal única
Em humanos, a prega palmar transversal única ou prega simiesca é uma prega única que se estende ao longo da palma da mão, formada pela fusão das três pregas palmares. É uma característica presente em metade das pessoas com Síndrome de Down e em cerca de 5% a 10% da população em geral ou com má formações.
A presença de uma única prega transversal palmar pode ser, mas não é sempre, um sintoma associado com condições médicas anormais, tais como:
- Síndrome de Down (Trissomia 21)
- Síndrome de Aarskog[7]
- Síndrome de Cohen
- Síndrome do alcoolismo fetal
- Síndrome de Patau Trissomia 13
- Síndrome de Turner (45, XO)
- Síndrome de Klinefelter (47, XXY)
- Pseudo-hipoparatireoidismo
- Síndrome cri-du-chat[8]